# Maison
Pour les articles homonymes, voir Maison (homonymie).

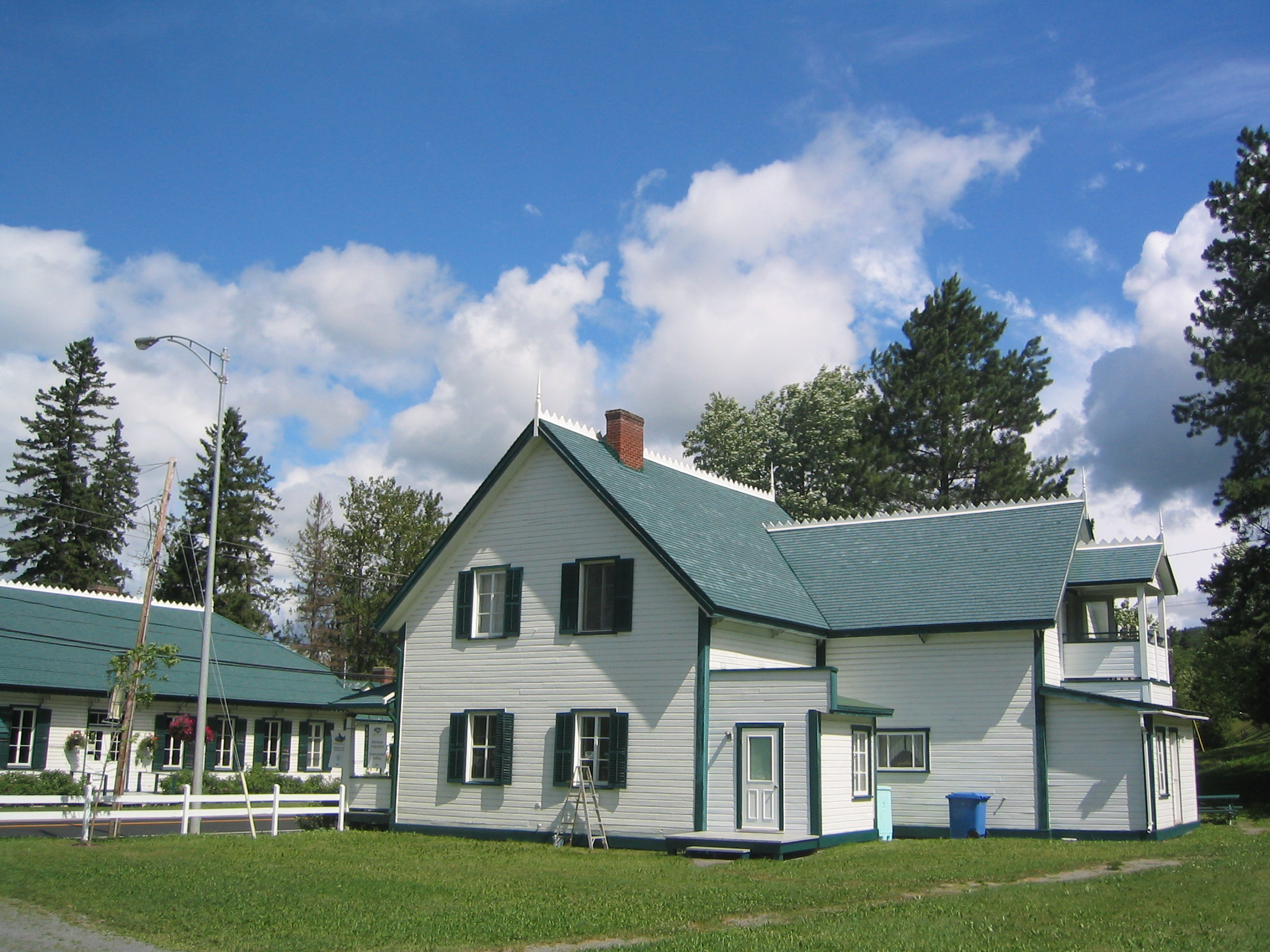
Maison québécoise à Causapscal (Bas-Saint-Laurent), dans un quartier résidentiel.

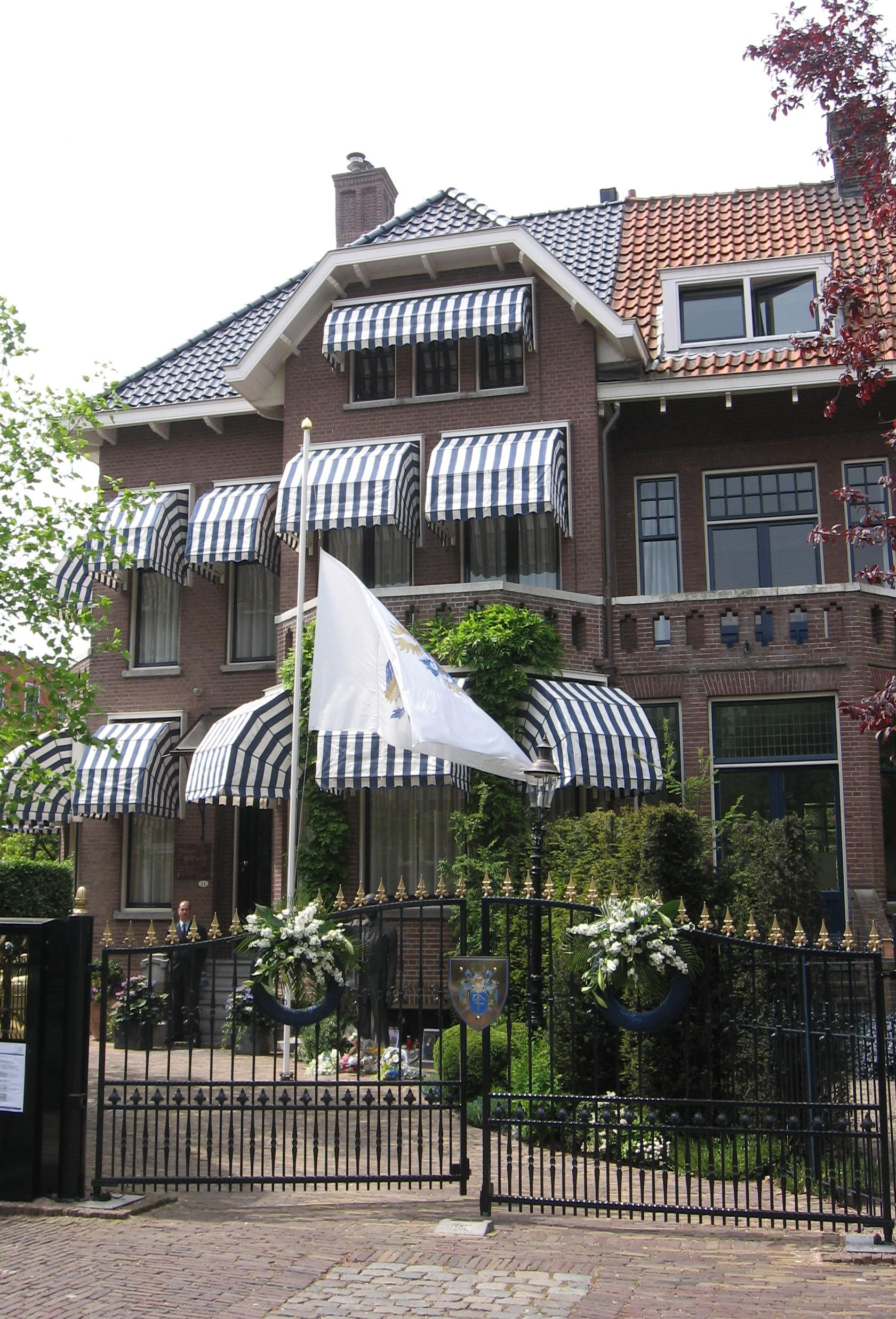
Maison à Rotterdam (Pays-Bas), aux murs en briques locales et aux hautes fenêtres coiffées de stores à rayures.

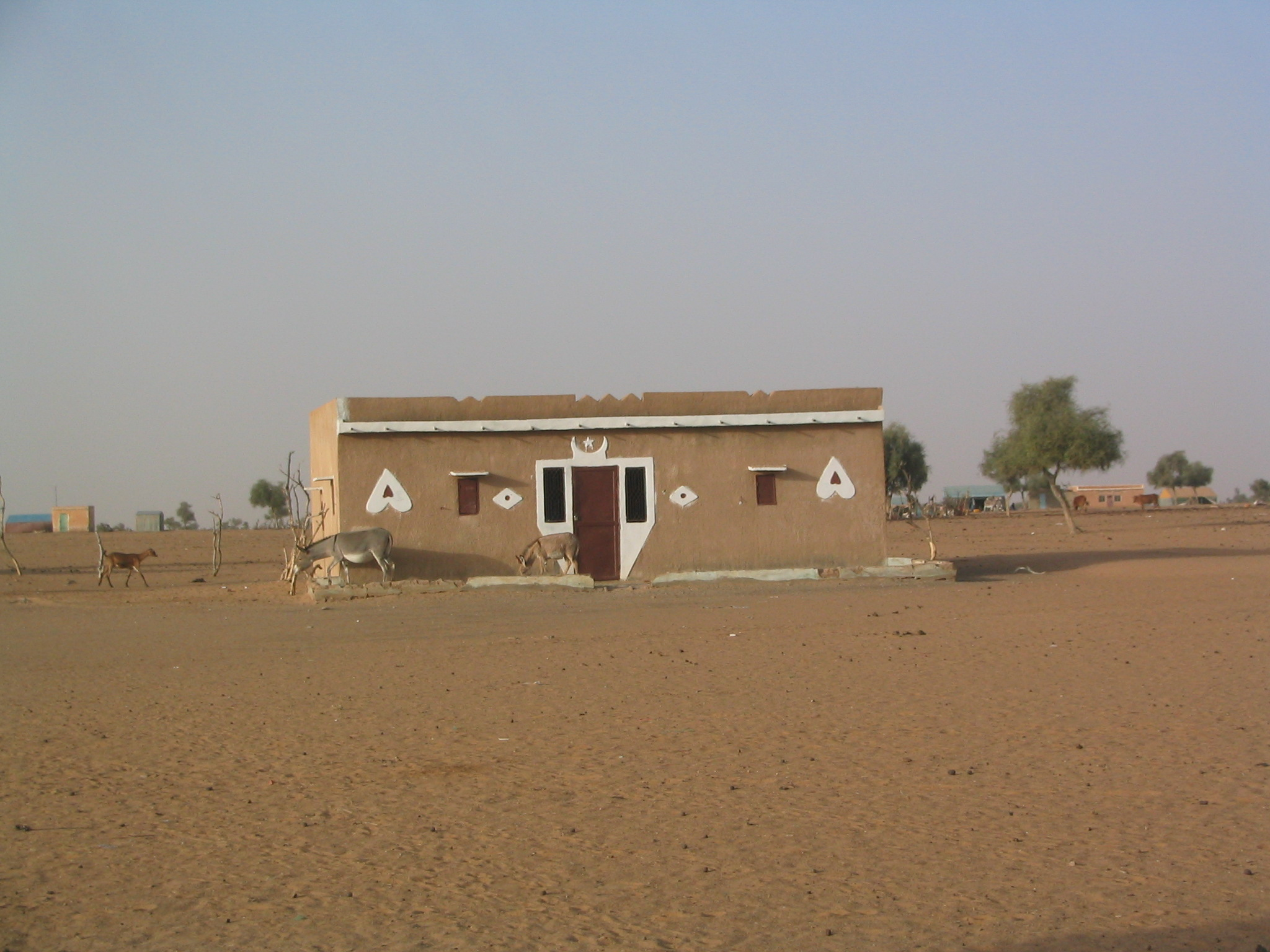
Modeste maison mauritanienne dans le Trarza.

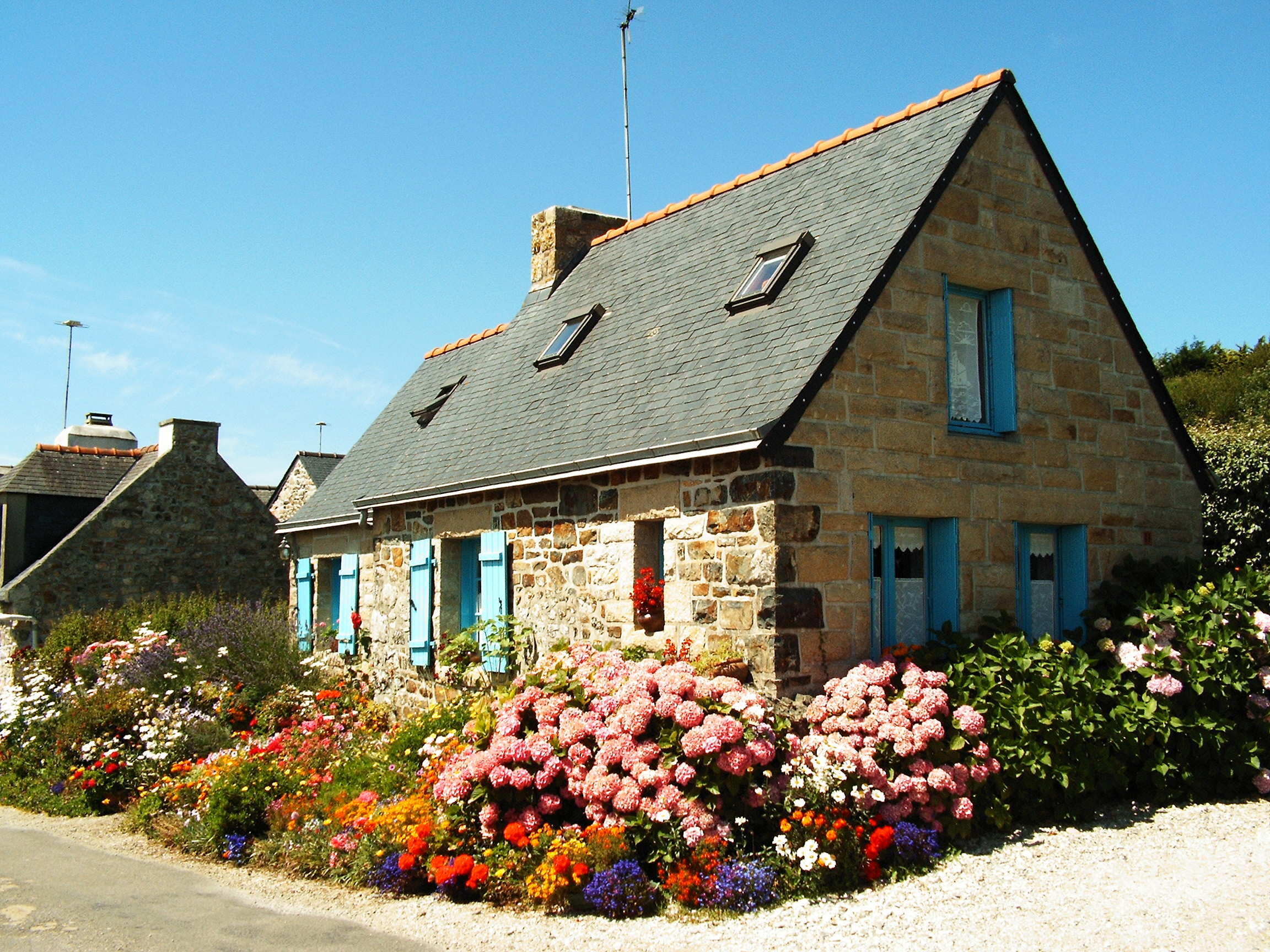
Une maison fleurie en Bretagne.

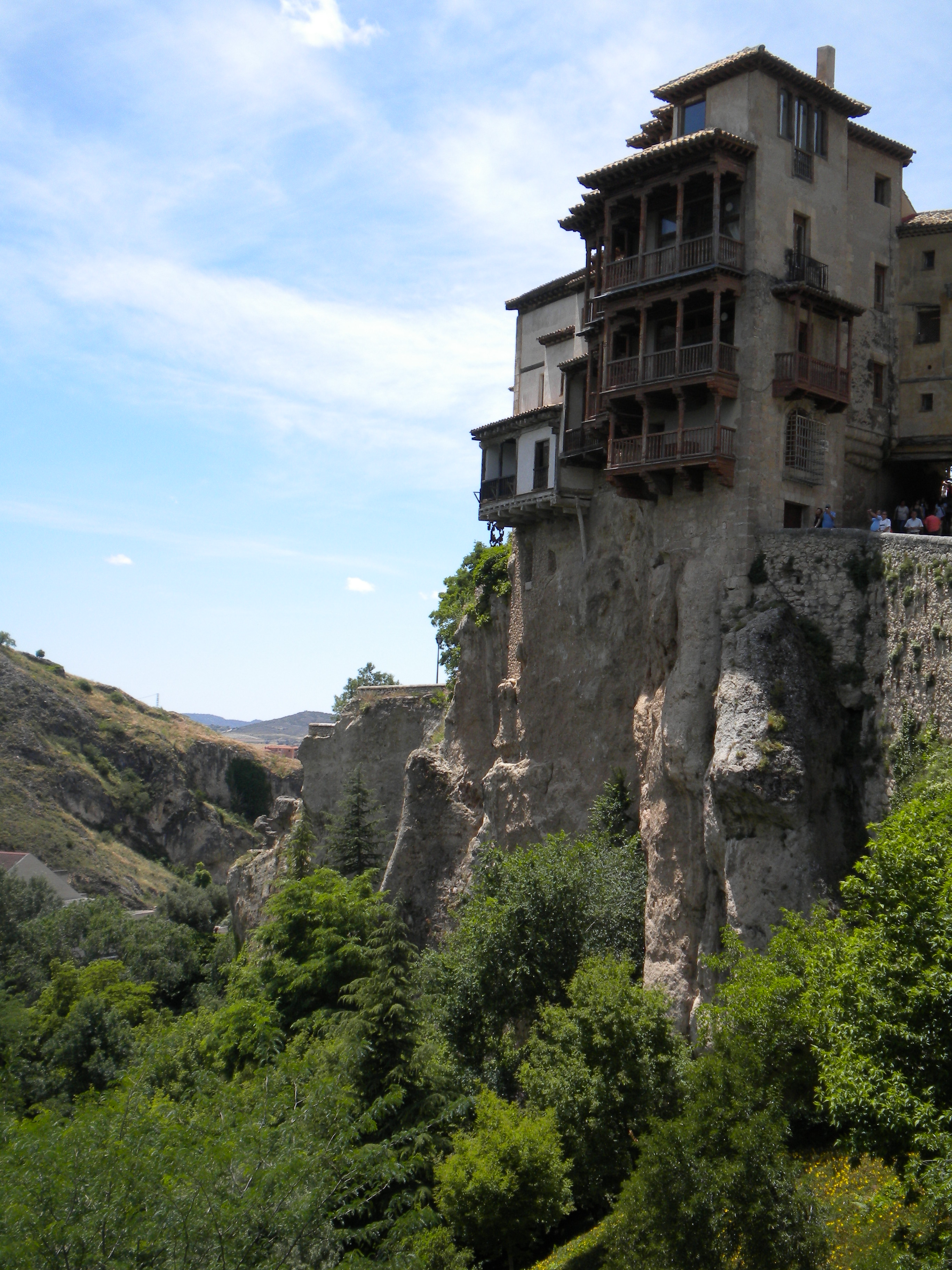
Maison à Cuenca (Espagne), datée du XV.

Une maison est un bâtiment d'habitation, souvent de taille moyenne destiné au logement d'une famille, ou encore plus imposante divisée en plusieurs résidences ou appartements. Une maison est, en droit civil français, un immeuble, mot qui désigne aussi couramment un édifice de plusieurs étages divisé en plusieurs appartements occupés par diverses familles. On parle alors d'immeuble collectif.
La maison représente aussi l'ensemble des lieux de vie ou des espaces habités, ainsi que ses occupants ou résidents familiers. Elle est souvent considérée en « maisonnée » ou en symbole de la famille qui l'occupe.

## Terminologie et définitions

### Étymologie
Le mot maison attesté au XIe siècle en ancien français procède du mot latin de genre féminin ma(n)siōnem (accusatif de mansǐo) « séjour, lieu de séjour, habitation, demeure, auberge » (du verbe latin manere « rester, demeurer », cf. manoir) qui n'existe au sens de « maison » qu'en gallo-roman et dans les parlers septentrionaux. L'évolution phonétique à partir du radical ma(n)s- en gallo-roman et ancien français est complexe et diverse : on retrouve le mot féminin mansion au sens de « demeure » en 1155, mais aussi, via le mot bas-latin ma(n)sionata, les dérivés d'ancien français mesnie, maisnie, maisniee, mesnee, le plus souvent au sens de « famille, maisonnée », tandis que le participe substantivé à la forme neutre mansum a laissé le mot franco-provençal / occitan mas, le français manse, la langue d'oïl avait mes, meis. Un dérivé caractéristique de la langue d'oïl est mesnil de ma(n)sionilem. Il existe aussi masure, issu du bas latin ma(n)sura qui n'avait pas une valeur péjorative à l'origine, comme c'est encore le cas dans certains dialectes. Le diminutif maisonnette est attesté en 1160.
Le verbe latin manere intransitif veut dire simplement « rester, demeurer, séjourner, s'arrêter », mais aussi « persister, rester pour quelqu'un et être réservé à quelqu'un », il a engendré les mots dérivés manoir ou manant par le verbe ancien français maneir, et aussi ménage, ménagère, ménagement, déménager, aménager, aménagement, ménagerie, etc.
La maison est donc étymologiquement le lieu où l'on reste, où l'on revient, où l'on demeure, le lieu, domaine ou espace de sédentarisation ou d'arrêt momentanée, de la longue pause temporaire des (semi-)nomades. Dans le Midi de la France, on utilisait traditionnellement le mot occitan ostal, oustal (de même racine qu’hôpital et hôtel), avec l'idée de recevoir, d'accueillir, le mot mas étant réservé à des constructions plus petites. En région parisienne, la maison paysanne se nomme de manière similaire l'hostise avant le XIIIe siècle, le mot « maison » n'apparaît durant la seconde moitié du XIIIe siècle que pour désigner précisément cette habitation rustique[réf. nécessaire]. Pour la noblesse, la maison désigne au moins une famille ou une lignée associée à un domaine, ayant à son service ou pour sa gestion des intendants, des officiers et gardes, des serviteurs et domestiques… Une telle maison possède des propriétés et des titres, peut exhiber des droits juridiques et afficher son statut de prestige et ses honneurs. Le train de maison montre la richesse et la puissance active d'une maison, au cours d'un déplacement ou d'une réception…
Dans les autres langues romanes, ce sont des évolutions phonétiques à partir du latin casa qui désigne la maison. Le domaine occitan et, de manière plus diffuse, le domaine d'oïl, conservent des traces de son usage avec des sens souvent spécifiques dans de nombreux toponymes (et patronymes qui en découlent) : La Caze (Lacaze, etc.), Cazevieille, Cazeneuve, Chaise (La Chaise, La Chaise-Dieu, etc.), Chèze (La Chèze, Chèze, etc.), dérivés Chazal, Cazal (Cazals, etc.), Chezelles, Cheseaux, etc. ainsi que le français dans l'adverbe chez.

### Terminologie
Les divers mondes paysans nomment après le XIVe siècle « maisons » les espaces d'habitation concrets, lesquels nécessitent de multiples activités d'entretiens constants, de (ré)aménagements et réfections, de nettoyages réguliers... et parfois une (re)construction globale. Très tôt et de manière affirmée à l'époque moderne, la notion de maison rurale englobe autant la famille réunie au sens large, la domesticité régulière éventuelle et l'entreprise agricole et/ou pastorale, parfois forestière ou minière, ou encore d'artisanat et de petites industries, que la maisonnée mène sur le domaine associé à la maison ou dans ses environs. C'est ainsi dans ce lointain monde paysan, par ailleurs parfaitement présent dans les villes médiévales, ou à son abord immédiat, que s'élaborent les diverses conceptions de la maison comme entreprise, la petite « maison de commerce ou d'artisanat », la maison auberge ou restaurant, réfectoire ou cantine... alors que les membres de la noblesse ou de la bourgeoisie marchande aisée résident dans des maisons-fortes ou des châteaux, des vastes résidences d'agréments ou des hôtels particuliers, c'est-à-dire des lieux emblématiques ou de prestige, souvent réhabilités ou créées ex nihilo. Toutefois, la notion de maison, comme habitat commun à tous, se généralise au cours du siècle des Lumières. Après le pavillon de chasse ou de loisir isolé du XVIIe siècle, la chaumière ou la maisonnette dévoilent progressivement un art plus discret d'habiter aux élites pendant leurs périodes de loisir.
À partir de 1801, une maison qui est agréable et confortable, agrémentée notamment d'un jardin, est souvent appelée du nom des anciennes maisons de campagne romaine : villa, en particulier lorsqu'elle est située dans un lieu de villégiature.
Le terme d'architecture « pavillon » était traditionnellement utilisé pour désigner les maisons d'habitation isolées à un seul corps de bâtiment, avant l'apparition de la locution « maison individuelle » qu'on oppose à « immeuble collectif ».

### Synonymes
Le mot « maison » désigne le bâtiment destiné à garantir des injures de l'air (hiver, canicule, tempête), des entreprises des méchants et des attaques des bêtes féroces ; une maison est grande ou petite, élevée ou basse, vieille ou neuve, faite de pierre ou de brique, couverte de tuiles ou de chaume, etc. Le mot « habitation » caractérise l'usage que l'on fait d'une maison relativement à toutes ses dépendances tant intérieures qu'extérieures ; une habitation est commode ou incommode, saine ou malsaine, riante ou triste, etc. Les mots « séjour » et « demeure » sont relatifs à la durée d'occupation d'un lieu. Le séjour est une habitation passagère, la demeure une habitation plus durable. L'un et l'autre ne peuvent être que plus ou moins longs. Le terme de domicile ajoute à l'idée d'habitation celle d'un rapport à la société civile et au gouvernement. Les pénates (mais aussi les lares) sont dans la mythologie des dieux ou des génies tutélaires des habitations des maisons des villes, des contrées de tous les lieux. Lares signifie habitation, maison, foyer. Cicéron dit que les génies domestiques sont appelés Pénates parce qu'ils résident dans l'intérieur (penitus) ou parce qu'ils veillent à la provision (peunus) de la maison, etc. Nous disons poétiquement ou familièrement nos pénates et non pas nos lares pour nos foyers domestiques. On va revoir ses pénates, on les salue.

### Définitions juridiques

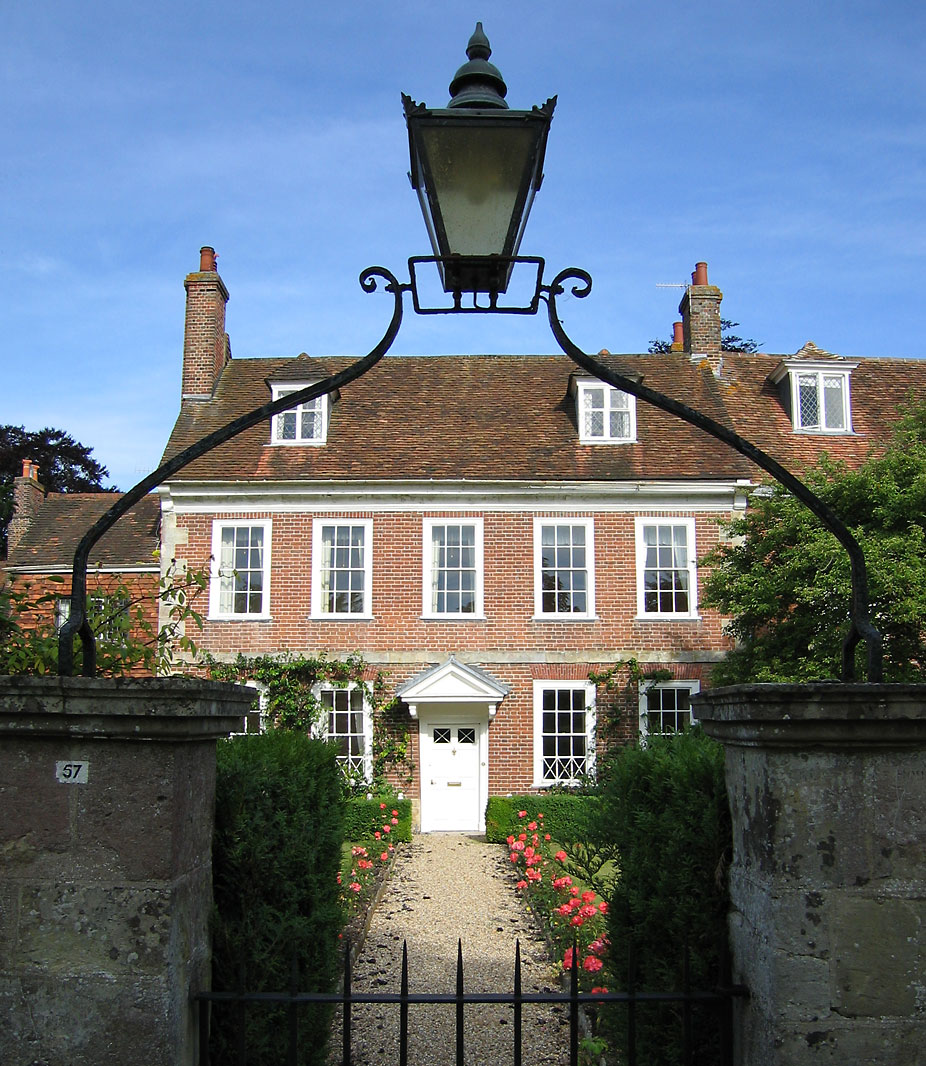
Maison de style georgien au 57, rue The Close à Salisbury (Angleterre). Les lucarnes ont vraisemblablement été ajoutées après sa construction.

Aux regards de l'administration fiscale française, un logement peut être dit résidence principale, si les occupants y résident plus de 183 jours par an, et résidence secondaire si elle est destinée aux périodes de repos.
Sur le plan juridique, en droit français, la maison individuelle est définie comme « un immeuble à usage d'habitation ou un immeuble à usage professionnel et d'habitation ne comportant pas plus de deux logements » pour le contrat de construction d'une maison individuelle introduit au code de la construction et de l'habitation le 19 décembre 1990 dans l'article R 231-1.

### Définitions fiscales
En France, de 1798 à 1926, l'imposition foncière se faisait sur les portes et fenêtres.

## Histoire
Les maisons paysannes du haut-Moyen Âge sont souvent des maisons élémentaires à une ou deux pièces, construites avec une logique économique locale. Le foyer est présent au centre de la pièce à vivre, laissant s'échapper la fumée vers le plafond en partie troué. Ces maisons peuvent être reconstruites facilement ailleurs en prélevant les matériaux essentiels de structure et de service. Quelles que soient leurs tailles et caractéristiques, elles sont parfois conçues pour être mobiles, démontables et transportables sur chariots ou traîneaux. Les éleveurs possèdent des maisons étables dépassant souvent une vingtaine de mètres de long. Elles sont organisées pour abriter hommes et bêtes, fourrages et réserves de première nécessité. Celles-ci semblent avoir influencé après le XIIe siècle les maisons mixtes de taille moins importante, de 15 à 20 mètres de long, instaurant une séparation des hommes et des animaux domestiques.
L'installation généralisée et véritablement commune du bâti en dur, immobile, pérenne, en dehors des îlots de pouvoir ou de richesse de l'Occident médiéval, remonte aux années 1570 et 1640. Même avant le XIIIe siècle, des villages des contrées paysannes à sols pauvres effectuaient encore des déplacements d'habitats après quelques décennies ou rotations pluriannuelles de lieux d'habitation. Dans les contrées d'élevage, des familles migrantes installent encore leur petite demeure en une nuit sur des terroirs libres et autorisées à l'usage commun. La pression des autorités seigneuriales, religieuses ou laïques, notamment pour préserver les ressources forestières, source de revenus confortables, ou la vigilance des communautés d'habitants mieux lotis pour leur terroir entravent ses vieux usages semi-nomades. Au XIVe siècle, les groupes d'éleveurs pratiquant la transhumance devront justifier leurs droits et leurs pleines possessions des terres par la présence de remises, celles ou « granges à fourrage », une pratique paysanne qui remonte au moins au haut Moyen Âge.
L'observation d'un essor de l'habitat structuré et stable semble toutefois incontestable depuis les XIIe et XIIIe siècles, il varie selon les contrées. Le midi de la France, soit une grande partie de l'Occitanie, connaît déjà la maison bloc à étage, avec une prédilection pour la pierre ou le moellon assemblé au mortier de chaux par l'art du maçon. Le bétail y est logé en rez-de-chaussée ou quasiment en cave. Cette maison à étages n'est pas inconnue au nord ou dans les régions montagneuses, mais elle ne possède qu'un soubassement de pierre et des étages en bois réalisés par le charpentier. Les exploitations domaniales ou « fermes » anciennes, assez souvent héritières de centres de petits domaines gallo-romains, imposent leurs bâtiments multiples autour d'une cour, dont le modèle à cour fermée n'est atteint souvent tardivement qu'au cours du XIXe siècle dans les bons pays soissonnais ou amiénois.
La maison mixte semble s'imposer irréversiblement dans une version dure « immobilière » après le XVIe siècle, à moins qu'elle ne se fige en une maison ou ferme à bâtiments multiples, à l'instar des maisons paysannes anglaises de la yeomanry. Elle laisse souvent, après le siècle suivant, les maisons à trois rangées, c'est-à-dire dévoilant les trois fonctions que sont l'habitat réservé à l'humain, la grange (circulation technique, garage du chariot, accès aux réserves) et l'étable-écurie (gros animaux).
L’évolution de la maison peut aussi être conçue de façon parallèle à l'histoire de la ville dont elle est, depuis la fondation des villes antiques, jusqu'à la seconde moitié du XXe siècle, en passant par la fondation des bastides, l'élément constitutif élémentaire.

### Premiers habitats

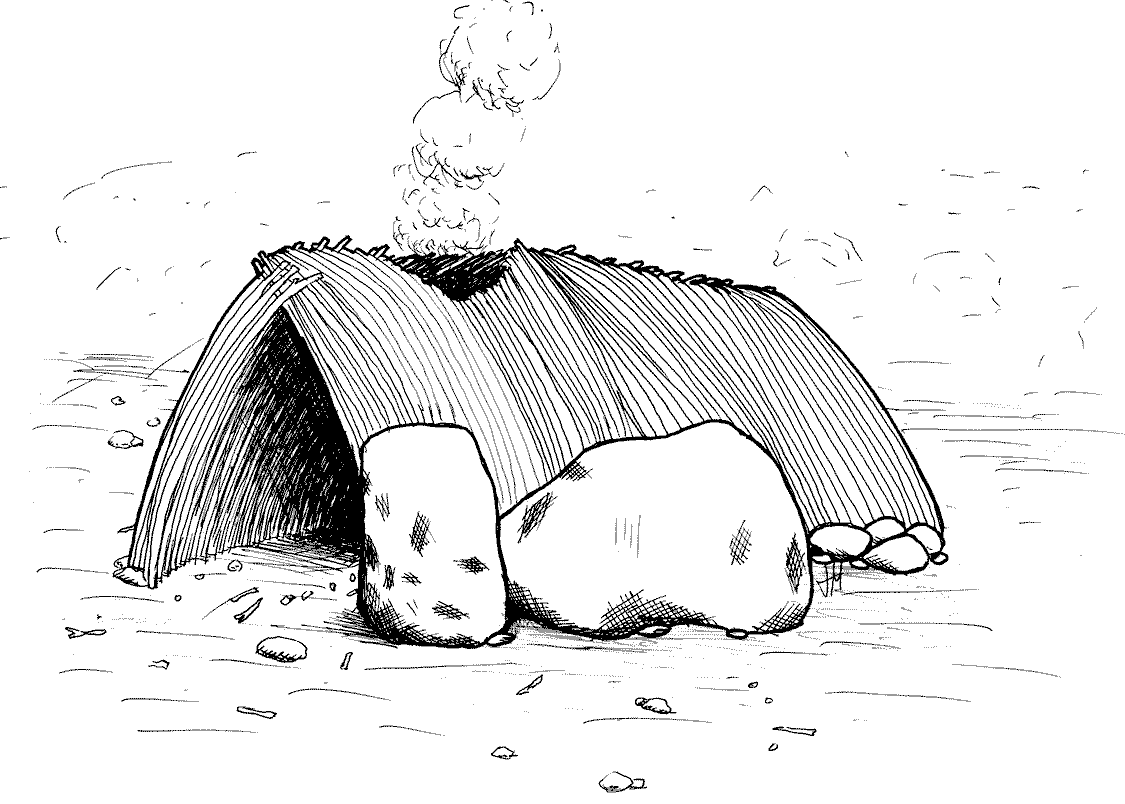
Reconstitution d'une hutte à Terra Amata.

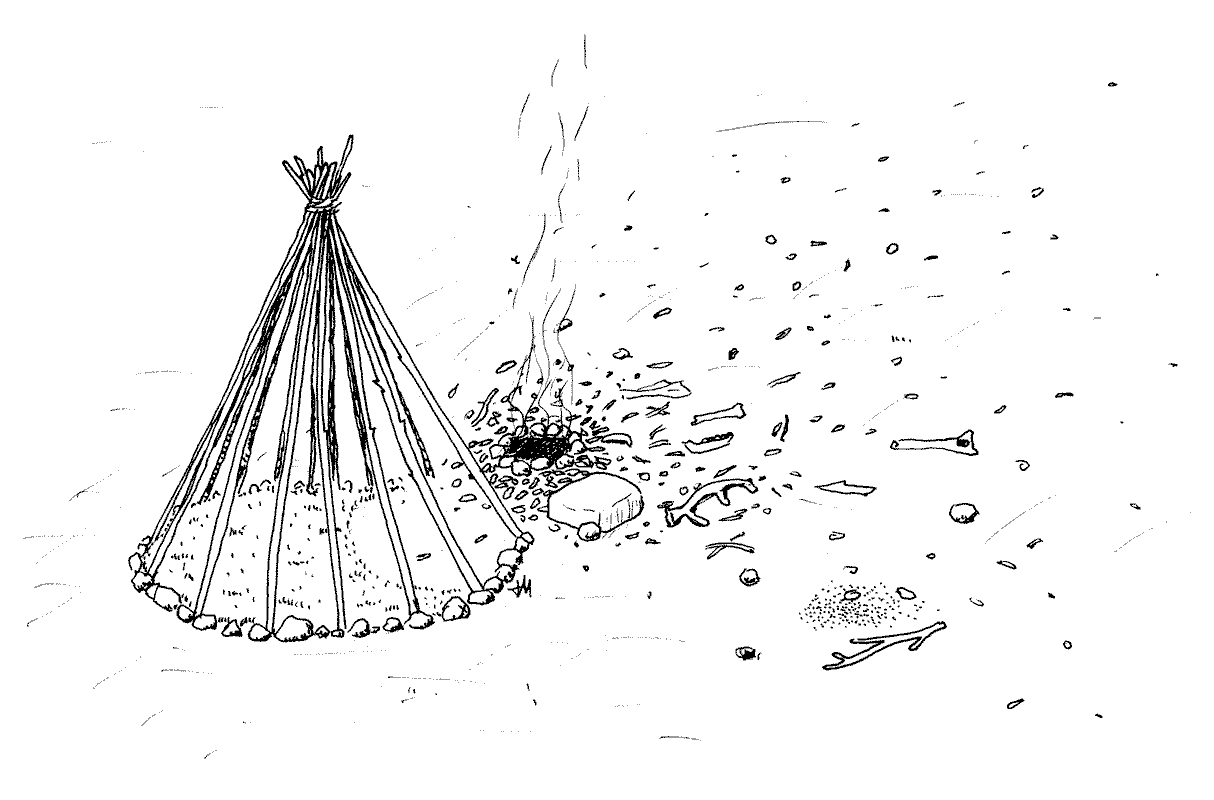
Reconstitution d'une tente paléolithique à Pincevent.

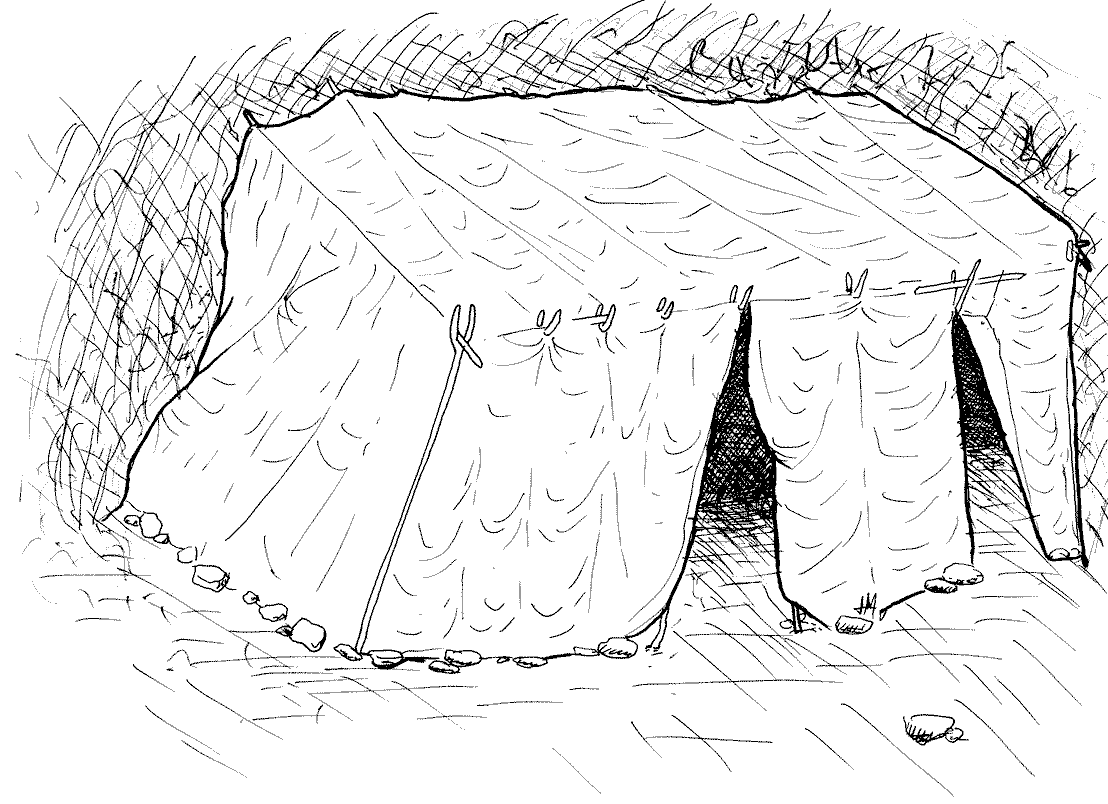
Reconstitution d'une cabane dans la grotte du Lazaret.

Il faut sortir de l'image d'Épinal de l'homme des cavernes vivant dans des grottes et abris sous roche, protections naturelles contre l'extérieur. Les humains préhistoriques n'ont jamais vécu dans les parties reculées des grottes et ont habité dans des régions qui étaient totalement dépourvues de cavernes (Afrique de l'Est par exemple). Ils ont parfois mis à profit les abris sous roche et les porches de grottes pour implanter leurs habitats, mais il ne faut pas perdre de vue que les sites archéologiques se sont mieux conservés dans de tels contextes et y ont également été recherchés préférentiellement.
Au paléolithique, l'homme est un chasseur-cueilleur nomade qui s'installe dans des lieux proches de l'eau sous abri ou dans des campements en plein air. Il y monte des tentes et des huttes, abris temporaires en branchages ou ossements. Ces abris adaptés au milieu et aux conditions météorologiques laissent comme traces archéologiques des fonds de cabanes, des pierres plus ou moins agencées, des trous de poteaux tandis que les structures aériennes (toiture, peaux, branches) disparues ne peuvent que faire l'objet de reconstitutions hypothétiques. En Europe centrale et orientale (site représentatif : le village de Mezhyrich), des vestiges de huttes avec une armature en ossements de mammouths remontent à 35 000 ans.

### Premières maisons au néolithique et aux âges des métaux

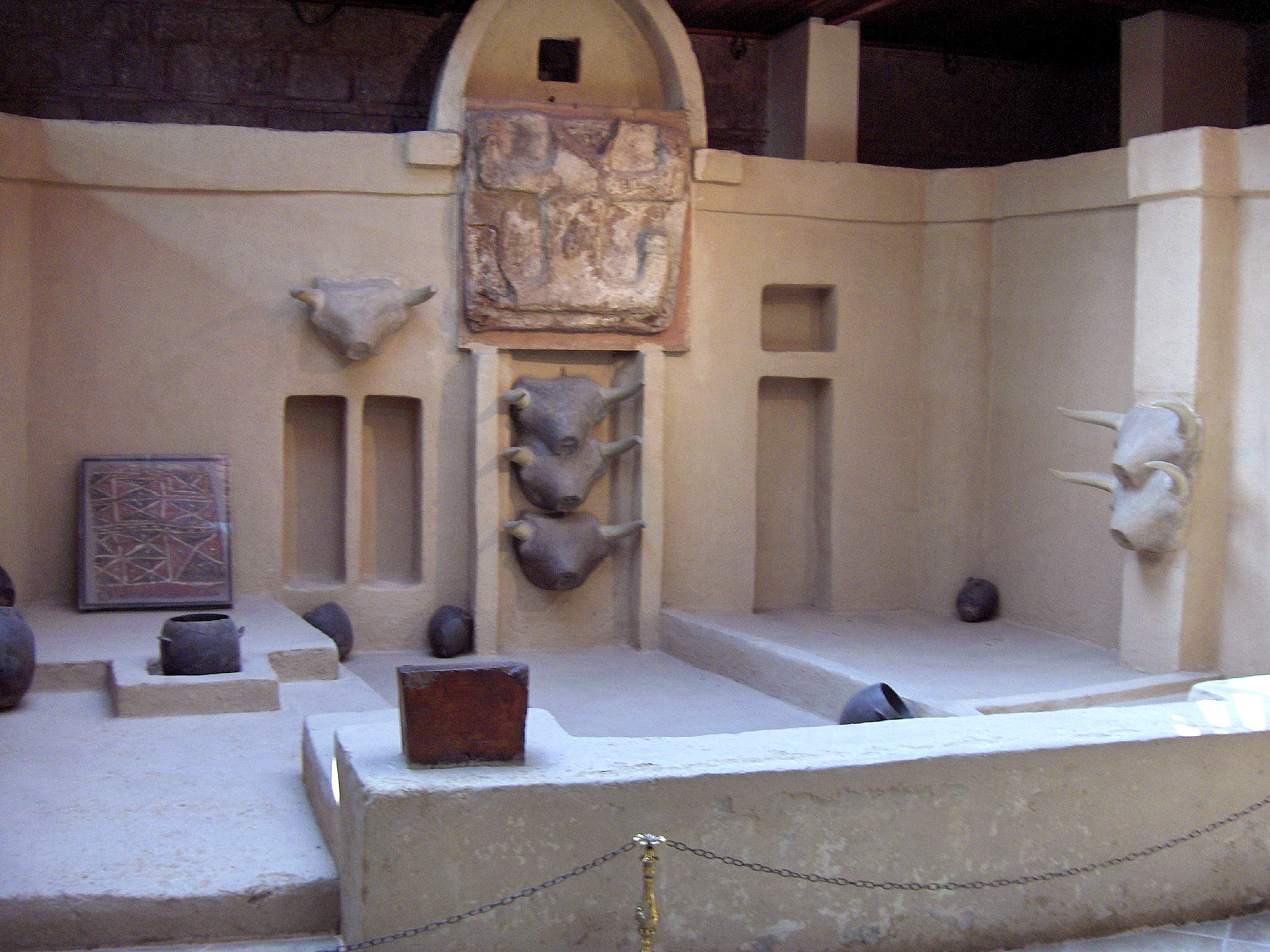
Reconstitution d'une maison en adobe à Çatal Höyük.

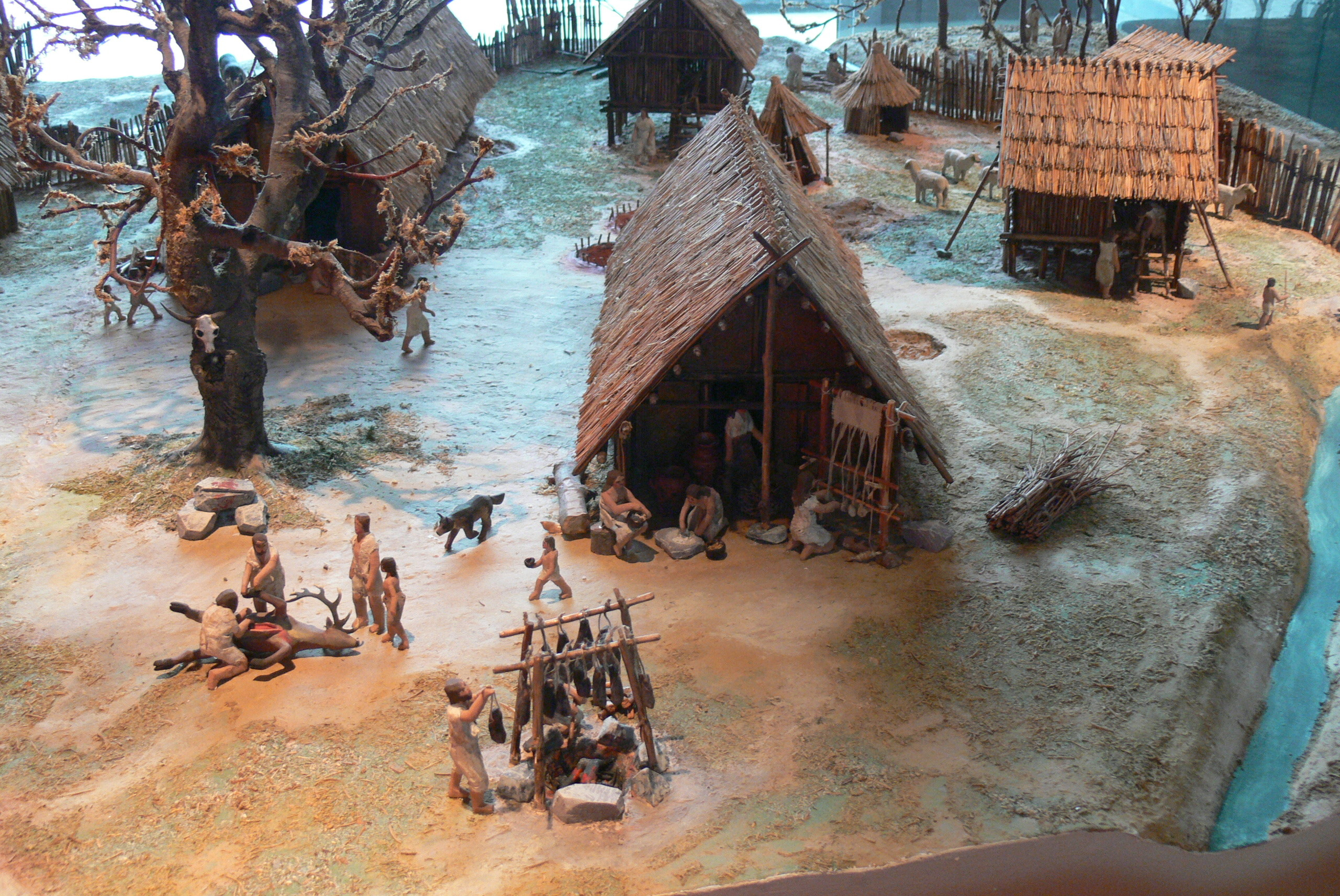
Reconstitution d'une maison néolithique en Europe.

Le début de la sédentarisation au néolithique est attesté dans le village de Mallaha, situé en milieu semi-aride, caractérisé par des constructions circulaires et semi-circulaires à demi-enterrées, qui font partie des plus anciens bâtiments permanents connus. Elles sont construites en terre avec un parement en pierre et avaient sans doute une toiture en peaux d'animaux ou en petit bois soutenue par des poteaux dont il reste des traces.
Des habitations en briques crues enduites de plâtre commencent à apparaître durant le néolithique du Proche-Orient. Adossées les unes contre les autres, elles sont couvertes de toits en terrasse et communiquent entre elles par des cours intérieures. Du fait de l'absence de rue, elles sont seulement accessibles par une ouverture pratiquée dans le toit et des échelles de bois aboutissant au « coin cuisine ».
En Europe tempérée, de grandes maisons à toit de chaume, allongées de 10 à 50 mètres de longueur, parfois alignées côte à côte selon la direction des vents dominants, réalisées en bois, clayonnage et torchis, abritent des « familles élargies ». Les maisons près de lacs sont de type palafitte tandis que celles de l'Europe du Sud-est ont un style hérité du Proche-Orient.
Aux âges des métaux (Âge du bronze et Âge du fer), les habitations présentent les caractères d’une maison individuelle (dimensions plus réduites, généralement rectangulaires, sauf dans le nord-ouest de l'Europe où elles sont circulaires) délimitée par un enclos, ce qui marque le début de la propriété privée. Elles sont constituées de charpentes plus complexes (grâce à l'outillage métallique) portées par une ossature de bois avec des poteaux fichés en terre ou parfois des semelles de fondation en pierre ou en matériaux pilés.

### Antiquité
Des vestiges de maisons à patio en pisé ou en pierre sont relevés en Mésopotamie, Égypte antique, Chine ou dans la vallée de l'Indus.

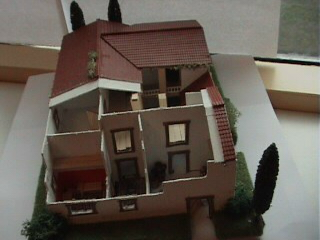
Reconstitution d'une maison grecque antique.

À l'époque romaine, le domaine rural des classes aisées est la villa romaine.
En ville, les milieux dominants possèdent de belles propriétés, les domus, plus ou moins grandes et luxueuses en fonction de leur fortune, qui doivent refléter le statut social et la dignitas de leur propriétaire. Les nombreuses familles plus modestes logent dans des insulae.
La maison en Grèce antique va de la simple cabane du paysan en pierre ou en torchis, sans fenêtres jusqu'aux maisons des populations plus aisées avec plusieurs pièces articulées autour d'un patio (souvent à péristyle) et de deux chambres à coucher à l'étage, les plus riches ayant des pièces réservées aux hommes et aux femmes, l'andrôn et le gynécée. Le toit est en chaume ou en tuile et des avant-toits surplombent les murs (blanchis à la chaux à l'intérieur comme à l'extérieur) en briques d'argile séchée ou en torchis sur ossature bois avec une base de pierre qui protège les éléments les plus vulnérables de l'humidité. Au nord, prédomine la maison de plan circulaire, mais l'habitat caractéristique est la maison à mégaron de plan rectangulaire. Certaines ont un porche ouvert surmonté d'un pignon à faible pente ou d'un fronton.

### Au Moyen Âge

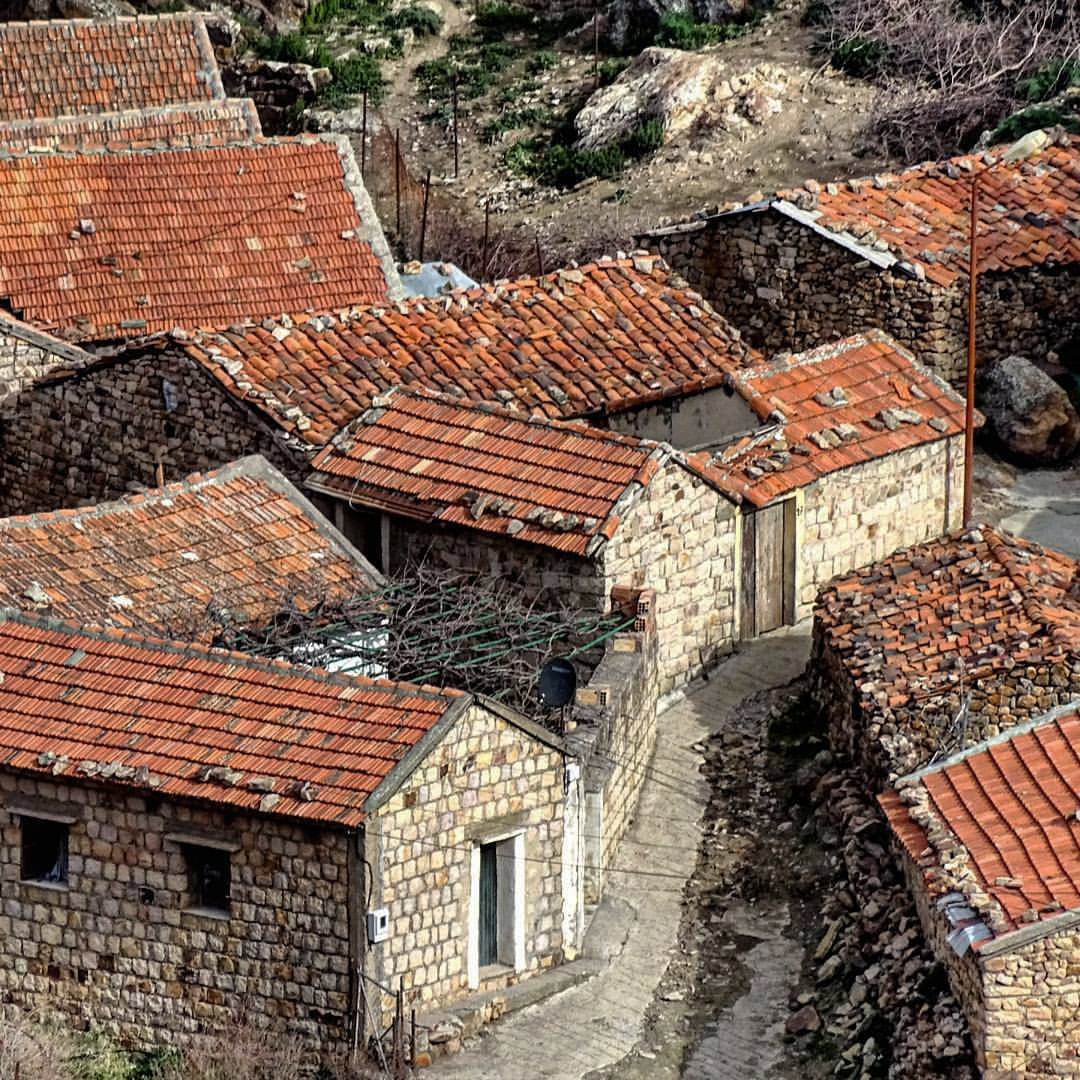
Anciennes maisons dans un village à Béjaïa, en Kabylie (Algérie).

Au Moyen Âge, dans un même quartier, une même rue, se côtoient des taudis bas, des logis d'artisan ou de boutiquier à un étage sous grenier, des immeubles à encorbellement de notables, des palais et hôtels particuliers de princes. L'habitat urbain est essentiellement en bois aux VIIIe et IXe siècles puis la pierre devient prépondérante aux XIIe et XIIIe siècles avant qu'elle ne soit remplacée par du pan de bois de qualité aux XIVe et XVe siècles.

### Période moderne

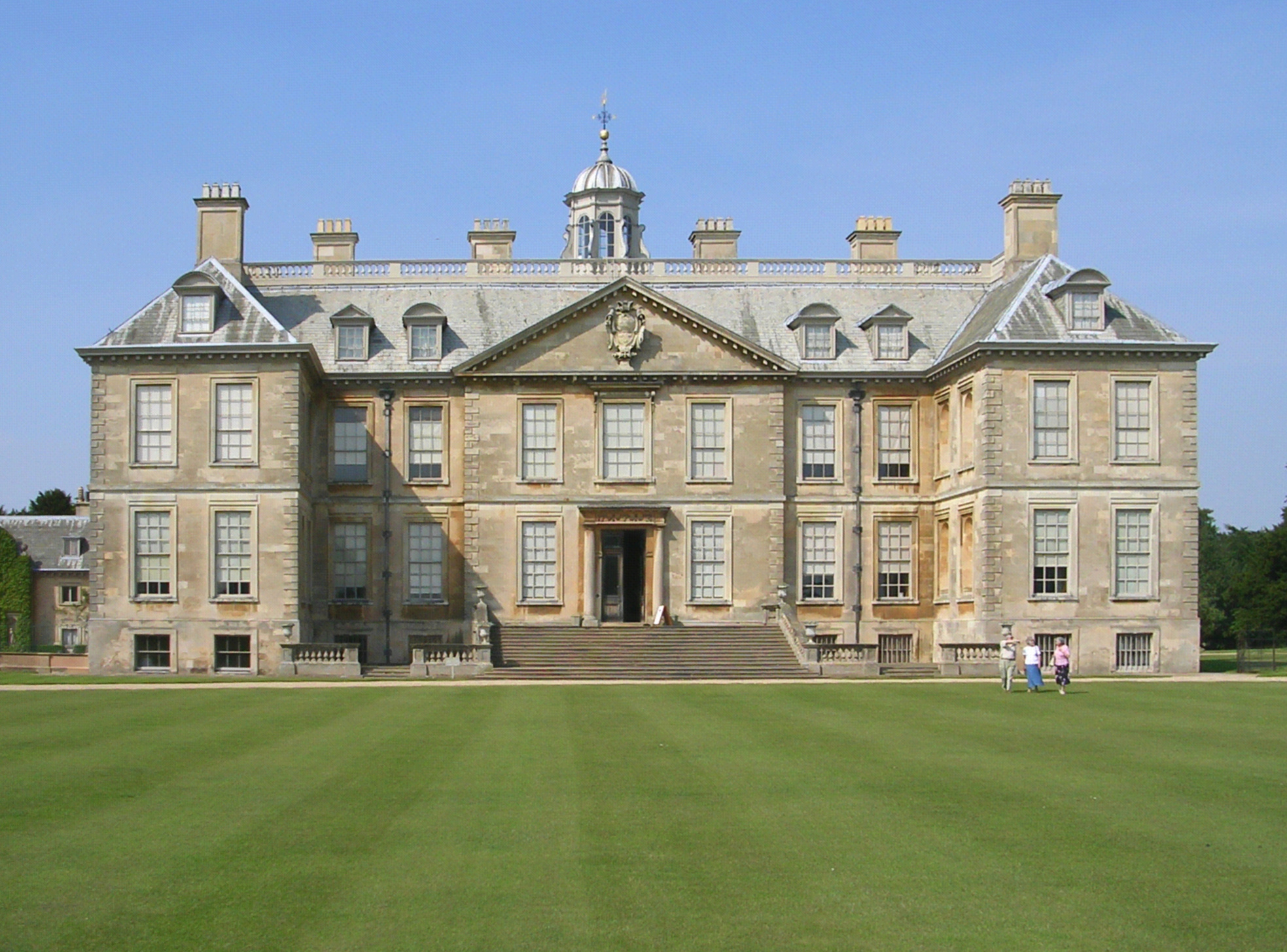
Belton House dans le Lincolnshire, demeure de la Restauration anglaise; Rosings Park, la propriété de Lady Catherine dans l'adaptation de l’œuvre de Jane Austen, Orgueil et Préjugés

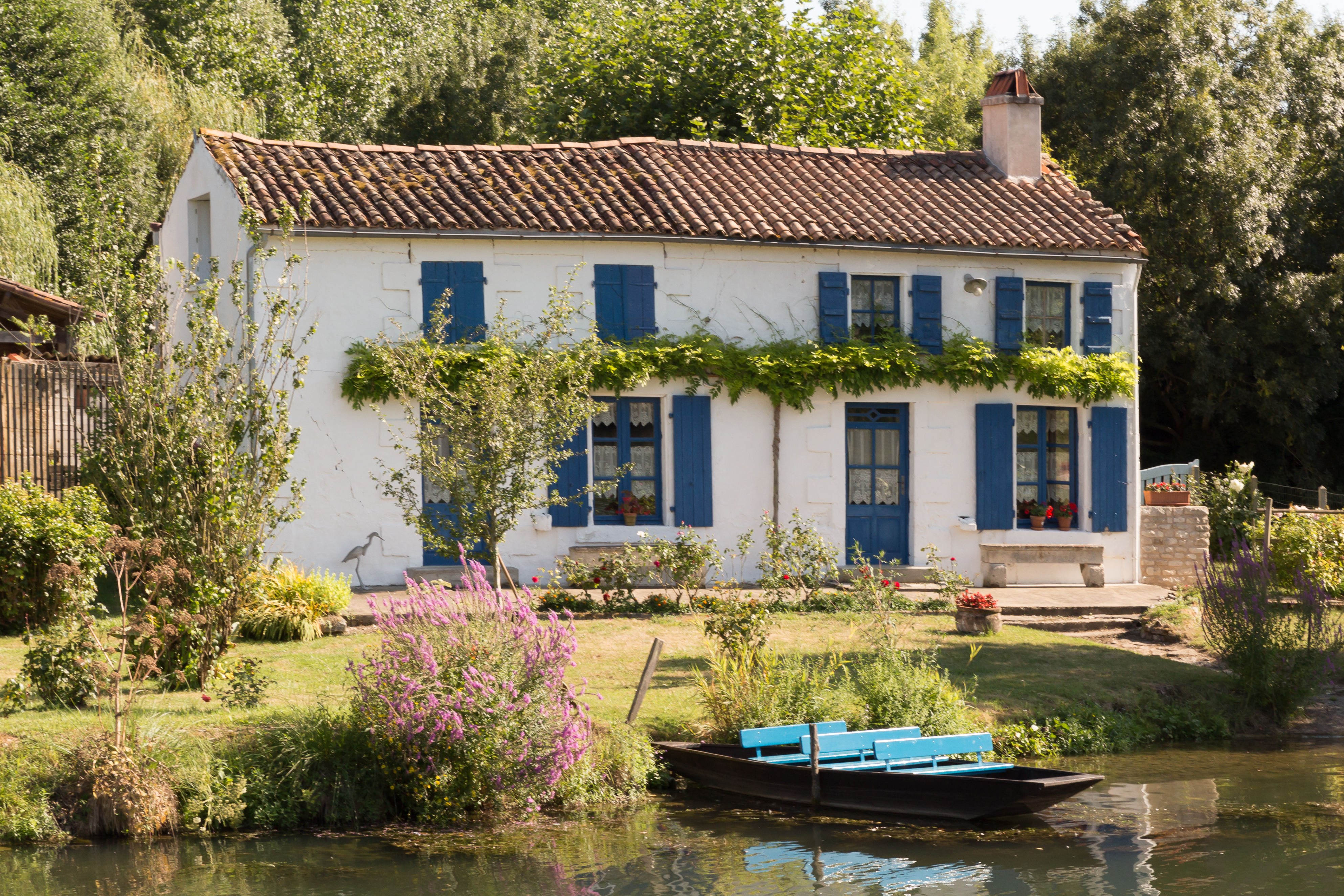
Maisons mitoyennes à Coulon dans le Marais poitevin, France.

Le phénomène de la villégiature naît au XVIIIe siècle dans la grande bourgeoisie dont la maison de campagne en tant que résidence secondaire est une extension de patrimoine, reprenant le modèle rousseauiste de la société de cour, les aristocrates vivant dans un hôtel particulier lors de la saison des visites appelée saison sociale (en) et retournent dans leur domaine en campagne en été. Il faut distinguer maison des champs et maison de campagne. Une maison des champs est une habitation avec les accessoires nécessaires aux vues économiques qui l'ont fait construire ou acheter comme un verger, un potager, une basse-cour, des écuries pour toute sorte de bétail, un vivier, etc. Une maison de campagne est une habitation avec les accessoires nécessaires aux vues de liberté d'indépendance et de plaisir qui en ont suggéré l'acquisition comme avenues, remises, jardins, parterres, bosquets, parc même, etc. « Une maison de campagne convient aux gens de qualité vu que leur état suppose de l'aisance tandis qu'une maison des champs convient à la bourgeoisie dont l'état semble exiger plus d'économie dans la dépense ».
Les maisons de ville en France disposaient de fenêtres vitrées à l'époque moderne, en revanche, les fenêtres des maisons situées à la campagne n'étaient généralement fermées que par un volet en bois qui était fermé la nuit. Durant la journée, l'ouverture pouvait être obturée par de la toile de lin, du papier huilé, ou même de la vessie de porc, des matériaux qui limitaient le passage de l'air mais aussi du jour.

### Période contemporaine
Le lointain modèle de la villa, issue de la villa romaine antique et de la Villa médicéenne de la Renaissance se perpétue au XIXe siècle, en propriété bourgeoise confortable, puis au XXe siècle synonyme de pavillon (maison individuelle de lotissement pavillonnaire, de banlieue de grande ville ou parfois s'intercalant dans le tissu urbain) des classes moyennes, entourée d'un jardin souvent modeste.
La révolution industrielle du XIXe siècle entraîne la création d'habitations à bon marché, notamment des petites maisons des cités ouvrières, maisons identiques à la base alignées sur rues, des maisons des cités-jardins s'inspirant des réalisations britanniques d'Ebenezer Howard et du mythe du « cottage » ou du pavillonnaire standardisé qui est privilégié lors de la reconstruction après la Seconde Guerre mondiale.
Le rêve américain et l'American Way of Life, via le cinéma puis les séries TV promeuvent dans le monde la maison unifamiliale en lotissement, en propriété privée. Ce rêve est mis à mal par la crise des subprimes, sur les ruines de laquelle naissent dans les années 2010 aux États-Unis quelques méga-entreprises qui achètent par dizaines de milliers les maisons saisies lors de la crise pour ensuite les mettre en location (exemple : Pretium Partners et Progress Residential propriétaires de plus de 70 000 maisons ou mobil-homes mis en location fin 2021, logeant plus de 200 000 résidents).
Depuis 1975, les crises pétrolières et une lente prise de conscience de l'épuisement des ressources planétaires et de l'empreinte écologique puis de l'empreinte carbone du béton et de la construction et de la gestion des logements émergent. De nouveaux modèles de villes durables et de maisons se voulant plus sobres et écologiques apparaissent. Ainsi en France, dont avec le Centre scientifique et technique du bâtiment (CSTB), étudie-t-on des maisons labellisées haute performance énergétique, le bâtiment durable, à énergie positive ou à basse consommation énergétique ainsi que de maison passive et à haute qualité environnementale, voire positive en biodiversité.

## Technique

### Construction
On distingue généralement deux types de maisons :
- la « maison de constructeur » ou « maison clé en main » ou encore « maison clé sur porte » (en Belgique), qui est souvent proposée sur catalogue et construite en série, restreignant ainsi la possibilité d'individualiser cette dernière dans un premier temps[21] ;
- la « maison d'architecte », qui est, comme son nom l'indique, conçue par l'architecte lui-même qui essaye ainsi de répondre aux attentes du commanditaire ; l'habitation obtenue est alors une construction unique.

### Environnement et énergie
Si elle répond aux démarches architecturales soucieuses de l'environnement, elle est qualifiée de « maison Haute qualité environnementale » (HQE).
Si elle respecte certains critères sévères de consommation énergétique, elle est appelée « maison passive ».
Elle peut de plus se définir comme « maison positive » si elle produit de l'énergie.

## Sociologie

### Fonctions
La maison a historiquement une fonction multi-générationnelle pour la famille au sens large, comprenant plusieurs générations, ainsi que des domestiques ou des personnes affiliées.

### Statistiques
La surface d'une maison en France est généralement comprise entre 11 et 150 m2, de plain-pied ou avec 1 à 3 niveaux.

## Religion
La religion chrétienne a vénéré une maison durant plusieurs siècles : la Sainte Maison de Lorette. Il s’agit de la maison de la Sainte Famille, une maison d’époque antique, probablement d’origine nabatéenne, placée dans la nef centrale, sous la coupole d’une basilique d’époque Renaissance. Cette maison fut l’objet d’une vénération profonde de l’ensemble des chrétiens d’Europe et l'objet du plus grand pèlerinage du monde occidental entre les XIVe et XVIIe siècles.

## Typologie

### Types constructifs
- Maison-conteneur
- Maison en bois
- Maison en pierre
- Maison à colombage

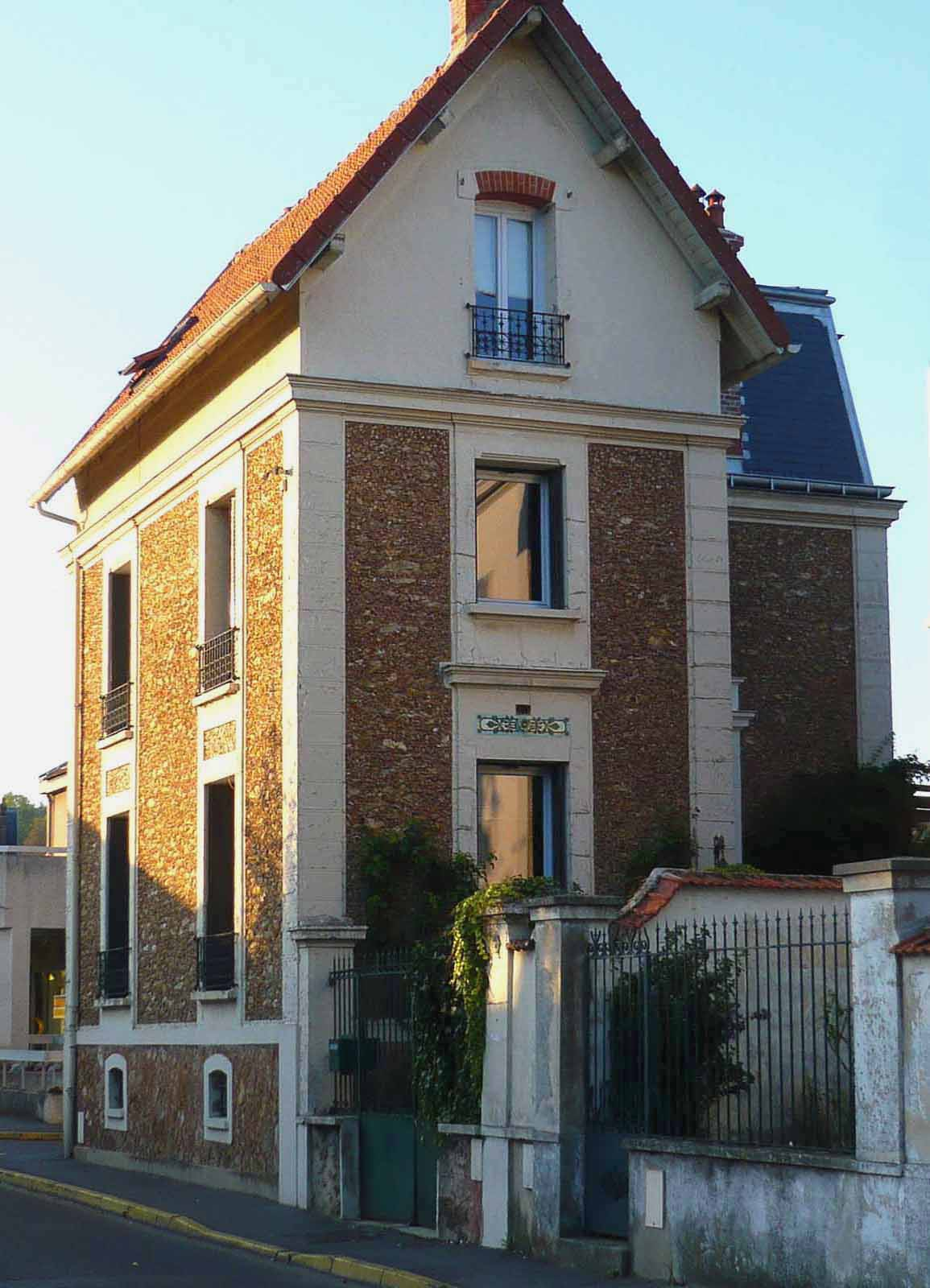
Maison en meulière à La Ferté-sous-Jouarre en Seine-et-Marne.

- Maison arboricole, cabanes dans les arbres
- Maison en meulière
- Maison en briques de chanvre
- Maison en paille
- Maison en terre
- Maison troglodyte, abris sous roche
- Souterrain
- Maison préfabriquée
- Habitat de cantonnement

### Types régionaux

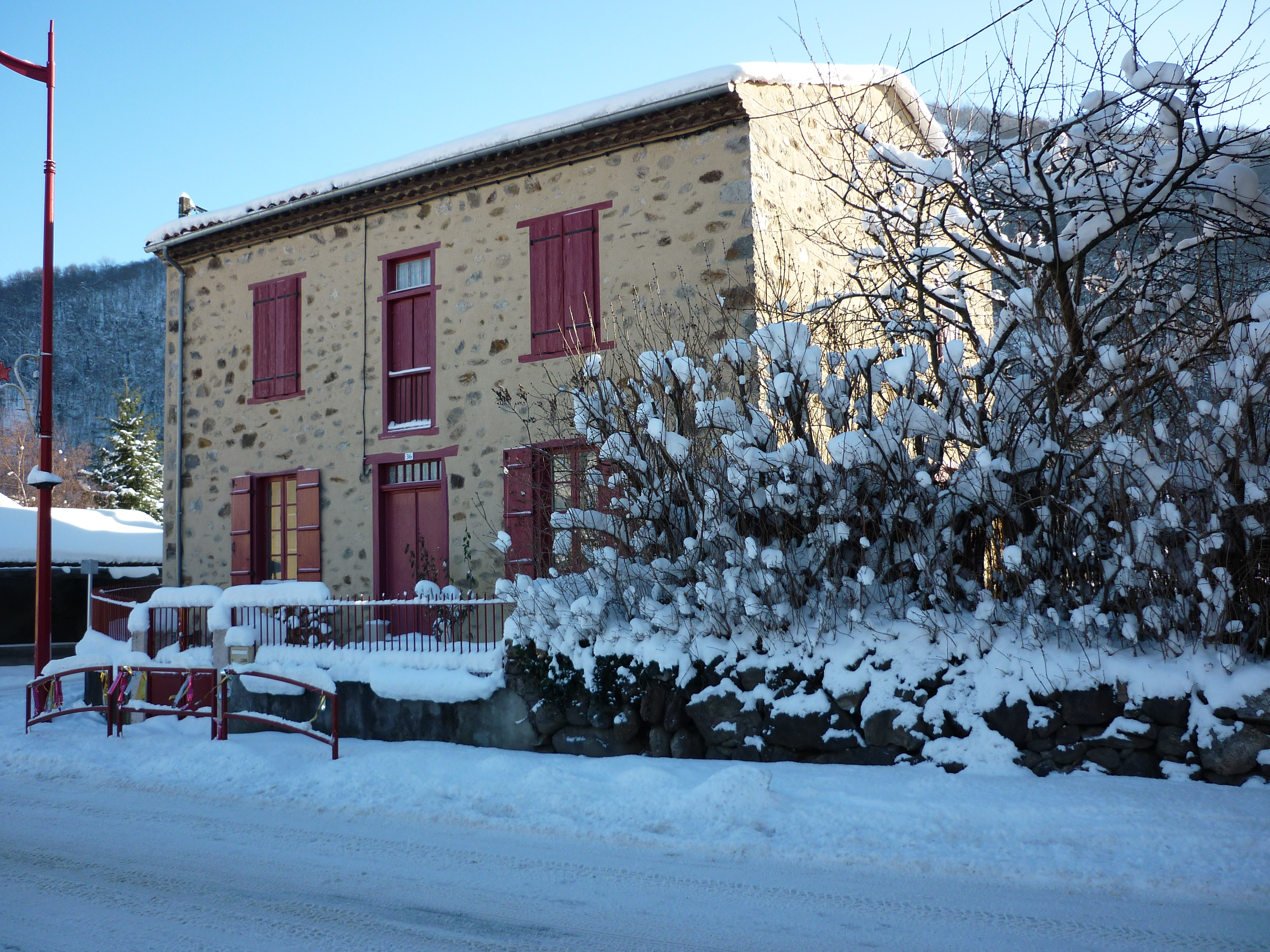
Maison ariégeoise.

- Bastide (maison provençale)
- Maison basque
- Maison béarnaise
- Échoppe bordelaise
- Maison néo-bretonne
- Case créole
- Chalet
- Datcha
- Funco
- Igloo
- Isba
- Maison landaise
- Mas
- Mazet
- Tipi
- Toulousaine
- Villa arcachonnaise
- Yourte
- Hacienda

### Types fonctionnels
- Bateau
- Bivouac
- Cabane
- Caravane
- Camping-car
- Maison flottante
- Maison mobile
- Tente

### Types historiques
- Château
- Château fort
- Maison forte
- Maison gothique
- Maison longue
- Manoir
- Mégaron
- Tour
- Villa palladienne
- Villa romaine
- Folie
- Hôtel particulier

### Spécimens de maisons
- Maison ronde
- Maison sur la cascade
- Maison tournante